# Каменен град (Занзибар)
Каменният град, известен с английското си име Стоун Таун (Stone Town) или като Мджи Мконгуе (от суахили: „стар град“) е старата част на град Занзибар, разположен за остров Унгуджа (Занзибар), архипелага Занзибар, днес в Танзания.
През XIX век е бил столица на Занзибарското султанство и процъфтяващ център на търговията с подправки и роби и запазва статута си като център на архипелага по време на колониалния период. Когато през 1946 г. Занзибар се обединява с колониалната територия Танганика (Танганайка), формирайки Обединена република Танзания, островите получават полуавтономен статут. В Каменния град се помещава правителството на Занзибар.
Каменният град е от голямо историческо и културно значение за Източна Африка. Архитектурата му, датираща най-вече от XIX век, представлява уникална смесица от местната култура суахили и елементи от мавританската, арабската, персийската, индийската и европейската култура. По тази причина през 2000 г. е включен в списъка на Световното наследство на ЮНЕСКО.
Поради историческата си значимост Каменният град е голяма туристическа атракция за Танзания и голяма част от икономиката на областта разчита на туризма.

## Географско положение
Каменният град се намира приблизително в средата на западния бряг на остров Унгуджа, на малък нос, вдлъбнат в Занзибарския проток. Най-близкото голямо селище на отсрещния танзанийски бряг е Багамойо. Освен Каменния град, Занзибар включва и новата част Нгамбо (от Суахили „другата страна“), който се простича на югоизток във вътрешността на острова. Двете част се разделят от шосето „Крийк Роуд“.

## История
Първите каменни домове са построени най-вероятно през 30-те години на XIX век върху основите на по-старо рибарско селище. По това време Занзибар е под контрола на Султанство Оман.
През 1840 г. султан Саид бин Султан мести столицата си от Маскат (столица на съвременен Оман) в Каменния град, което поставя началото на период на бързо развитие в новата столица. През 1861 г. след междуособици в оманското владетелско семейство, Оман и Занзибар се разделят, като последният става независимо султанство с владетел султан Маджид бин Саид.
През XIX век Занзибар процъфтява като център на търговията. Отличителни стоки са подправките (най-вече детелина) и робите (виж Африканска търговия с роби). Към средата на века султанът поддържа добри отношения с Великобритания. Например пътешественикът Дейвид Ливингстън през 1866 г. се е подготвял за третата си експедиция във вътрешността на Източна Африка на архипелага. В този период, като резултат от търговската дейност на Занзибар, в града се появяват имигрантски общност от Оман, Персия и Индия.
В края на века занзибарските султани постепенно губят притежанията си в Източна Африка (Зендж) от германците и британците. През 1890 г., според Занзибарския договор, самият архипелаг Занзибар става британски протекторат. През 1896 г. внезапен бунт на местното арабско население срещу британското управление води до Англо-занзибарската война, останала в историята като най-кратката война на човечеството. Султан Халид бин Баргаш се предава след едва 45 минути военноморски обстрел.
По време на британското управление Занзибар си остава важен търговски център, въпреки че колониалните управници подпомагат Момбаса и Дар ес Салаам като техни търговски пристанища в Източна Африка. През 1897 г. е забранена търговията с роби.
През 1964 г. Каменният град е център на Занзибарската революция, която довежда до свалянето на султан Джамшид бин Абдула и създаването на социалистическо правителство на партията Афроширази. След революцията от острова бягат групи от араби и индийци. След като Танганика и Занзибар се обединяват в Танзания, Каменният град става седалище на правителството на архипелага, който придобива полуавтономен статут.

## Архитектура
Основната част на Каменния град е лабиринт от тесни улички, край които са разположени къщи, магазини, базари и джамии. Тъй като по-голямата част от пътната мрежа е твърде тясна за автомобили, основните начини за придвижване са велосипед и мотоциклет. При крайбрежието има по-широки улици и по-последователно разположени сгради.
Архитектурата на Каменния град има множество характерни черти, резултат от смесицата на арабски, персийски, европейски, индийски и африкански елементи. Името идва от кораловия камък, най-използвания строителен материл в комплекса, който придава на сградите топъл червеникав цвят. Традиционни сгради са бараза, които се характеризират с дълга издигната каменна пътечка около стената, която се използва, ако при големи дъждове улиците се наводнят и станат неизползваеми за ходене, а иначе се използва ката пейка, където се сяда, почива се и се водят разговори. Други характерни черти на сградите са големите тераси, обградени с дървени огради (балюстради). Най-известната черта на занзибарските къщи са пищно декорираните дървени врати с резби и релефи, като могат да се различат индийски (с кръгъл връх) и омански (с правоъгълен връх) стилове. Най-често резбите са цитати от Корана, но се срещат и други орнаменти, например лотоси, символи на възход.
Освен къщите с интересни архитектурни черти, Каменният град е дом на множество големи исторически здания, някои от които са около крайбрежието. Такива са дворците на султана, укрепленията, църквите, джамиите и административните сгради.
Въпреки че през 2000 г. комплексът е включен в Световното наследство на ЮНЕСКО, над 80 % от сградите в него са в лошо състояние.

## Забележителности

### Исторически сгради
- Домът на чудесата (Дворец на чудесата, Бейт ал-Аджайб) – дворец на занзибарските султани. Силно засегнат от бомбардировките по време на Англо-занзибарската война (1896). След революцията (1964) става седалище на партията Афроширази. Днес музей, една от най-известните туристически дестинации в комплекса
- Стара крепост – арабска крепост от XVII век. Днес е културен център с магазини, работилници и малка сцена за провеждане на музикални събития.
- Старият диспансер (Диспансер Итнашири)[3] – първо благотворителна болница за бедните, впоследствие диспансер. Смятана за една от най-красиво украсените сгради в комплекса[5]
- Дворцов музей (Бейт ел Сахел) – бивш султански дворец по крайбрежието[8]
- Христова църква – англиканска катедрала[4]
- Катедрала „Свети Йосиф“ – католическа катедрала
- Персийски бани Хамамни – обществени бани, построени по времето на султан Баргаш бин Саид от персийски архитекти
- Къща на Дейвид Ливингстън – малък султански дворец. Дейвид Ливингстън отсяда там през 1866 г., подготвяйки се за експедиция в Източна Африка
- Къща на Типу Тип – голяма каменна къща, притежавана от търговеца на роби Типу Тип (Хамад бин Мохамед бин Джума бин Реджеб бин Мохамед бин Саид ал-Мургаби)
- Зала на справедливостта – бивш съдебен орган, сградата съчетава ислямски и португалски архитектурни елементи
- Ага хан джамия – голяма джамия, комбинира ислямски и готически елементи
- Малинди джамия – сред най-старите джамии в Занзибар. Има конично минаре, едно от трите подобни в Източна Африка

### Други забележителности
- Градини Фородхани – малък парк в Каменния град, пред Дома на чудесата и Старата крепост. В нея се продават традиционни занзибарски ястия.[3]
- Пазар Дараджани – главен пазар (базар) в Каменния град. Построен през 1904 г. и впоследствие разширен.[5]
- Мемориален музей на мира – показва различни епизоди от историята на Занзибар
- Голямото дърво – голям фикус пред Стария диспансер. Популярен е като място за срещи.
- Чангуу (Затворнически остров) – известен с популацията си на Алдабранска гигантска костенурка (Aldabrachelys gigantea)

## Транспорт
Основната форма на обществен транспорт е даладала, вид маршрутка. Основната стоянка е пред пазара Дараджани. Даладала свързват Каменния град с някои близки селища, например село Бубубуна север, летището, стадион Амаан, Джангомбе и Магомени. За по-дълги пътувания се използват „мабаси“ или „баси“, вид автобус, които имат линии до Мкокотони, Мангапуани, Бумбуини, Кизимбани, Падже, Киуенгуа и Матемуе.
В Каменния град има и малко летище, което извършва полети до градове в континентална Танзания (например Аруша и Дар ес Салаам), както и международни – до Момбаса, Найроби и Йоханесбург. Фериботи свързват Занзибар с Дар ес Салаам и остров Пемба.

## Климат
| Климатични данни за Каменен град, Занзибар | Климатични данни за Каменен град, Занзибар | Климатични данни за Каменен град, Занзибар | Климатични данни за Каменен град, Занзибар | Климатични данни за Каменен град, Занзибар | Климатични данни за Каменен град, Занзибар | Климатични данни за Каменен град, Занзибар | Климатични данни за Каменен град, Занзибар | Климатични данни за Каменен град, Занзибар | Климатични данни за Каменен град, Занзибар | Климатични данни за Каменен град, Занзибар | Климатични данни за Каменен град, Занзибар | Климатични данни за Каменен град, Занзибар | Климатични данни за Каменен град, Занзибар |
| Месеци                                     | яну.                                       | фев.                                       | март                                       | апр.                                       | май                                        | юни                                        | юли                                        | авг.                                       | сеп.                                       | окт.                                       | ное.                                       | дек.                                       | Годишно                                    |
| Средни максимални температури (°C)         | 32                                         | 32                                         | 32                                         | 31                                         | 30                                         | 29                                         | 29                                         | 29                                         | 30                                         | 31                                         | 31                                         | 32                                         | 30,7                                       |
| Средни минимални температури (°C)          | 24                                         | 24                                         | 23                                         | 23                                         | 22                                         | 20                                         | 18                                         | 18                                         | 19                                         | 20                                         | 22                                         | 23                                         | 21,3                                       |
| Средни месечни валежи (mm)                 | 5,37                                       | 5,39                                       | 11,6                                       | 17,86                                      | 13,18                                      | 3,53                                       | 2,95                                       | 2,39                                       | 1,48                                       | 5,2                                        | 7,59                                       | 8,09                                       | 84,63                                      |
| ------------------------------------------ | ------------------------------------------ | ------------------------------------------ | ------------------------------------------ | ------------------------------------------ | ------------------------------------------ | ------------------------------------------ | ------------------------------------------ | ------------------------------------------ | ------------------------------------------ | ------------------------------------------ | ------------------------------------------ | ------------------------------------------ | ------------------------------------------ |
| Източник: MSN Weather                      |                                            |                                            |                                            |                                            |                                            |                                            |                                            |                                            |                                            |                                            |                                            |                                            |                                            |

## Личности
- Фреди Меркюри (роден Фарух Булсара) – английски музикант, вокалист на групата Куийн
- Ал-Мухсин ал-Баруани – първи външен министър на независим Занзибар
- Дейвид Ливингстън – английски изследовател, мисионер и колониалист
- Типу Тип – богат търговец на роби